# Beantwortung der Frage: Was ist Aufklärung?

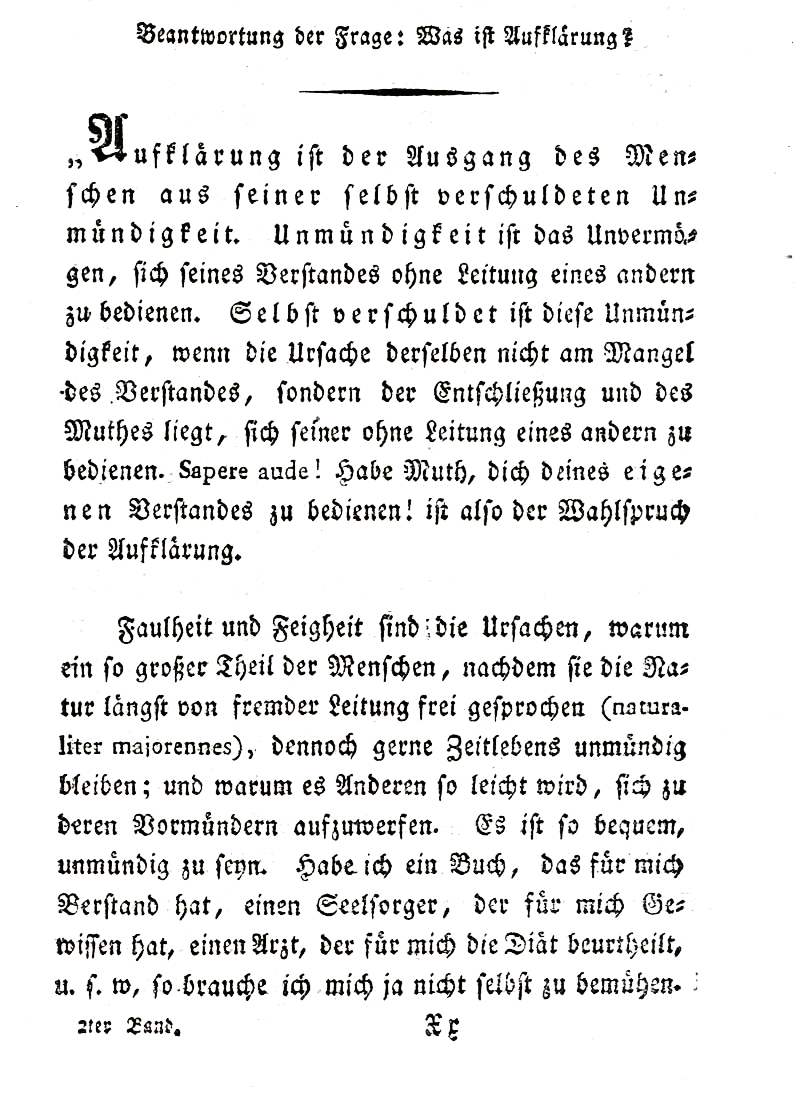
Erste Druckseite der zweiten Auflage des Texts von 1799

Beantwortung der Frage: Was ist Aufklärung? ist ein Essay des Philosophen Immanuel Kant aus dem Jahr 1784. In seinem in der Berlinischen Monatsschrift veröffentlichten Beitrag ging er auf die Frage des Pfarrers Johann Friedrich Zöllner „Was ist Aufklärung?“ ein, die dieser ein Jahr zuvor in derselben Zeitung gestellt hatte. Kant lieferte in dem Text seine bis heute klassische Definition der Aufklärung.

## Einführung
Kants Text ist ein bedeutendes Manifest der Aufklärung. Darin fragt er, wie der Mensch aus eigener Kraft Zugang zum Licht der Vernunft erlangen kann, um aus dem Dunkel der Vorurteile herauszutreten. Die Antwort liegt dabei im Gebrauch des eigenen Verstandes.
Kant schreibt in diesem Text, wie wichtig es für den Menschen ist, selbständig und ohne Vorurteile zu denken. Dazu bedient er sich der dem römischen Dichter Horaz entlehnten Maxime „Sapere aude!“ (Wage zu wissen!).
Diese Maxime teilt Kant mit der dogmatischen Metaphysik Christian Wolffs, die ansonsten Gegenstand der kantischen Kritik ist, weil sie Ausdruck eines allgemeinen Strebens nach Vernunft ist, welches alle Philosophie als solche charakterisiert. Der metaphysische Dogmatismus ist dabei die Illusion einer Vernunft, die auf ihre eigene Kraft setzt, eine rationalistische Illusion, die aber philosophisch ist, während Schwärmerei und Mystik ein Verzicht auf die Vernunft sind.

### Textgeschichte
In der Septemberausgabe der Zeitschrift Berlinische Monatsschrift von 1783 erschien ein anonym mit „E. v. K.“ gezeichneter Beitrag des Mitherausgebers Johann Erich Biester mit dem von anderen als ketzerisch empfundenen Titel Vorschlag, die Geistlichen nicht mehr bei Vollziehung der Ehen zu bemühen. Dieser stand am Beginn der so genannten Aufklärungsdebatte, die sich als äußerst folgenreich und fruchtbar für die Geschichte der Philosophie erwies, besonders in Preußen.
In der Dezemberausgabe des gleichen Jahres veröffentlichte der protestantische Berliner Pfarrer Johann Friedrich Zöllner seine Replik Ist es rathsam, das Ehebündniß nicht ferner durch die Religion zu sanciren? In einer Fußnote stellte er die provozierende Frage: „Was ist Aufklärung?“ Zöllner spielte mit der Frage auf die Tatsache an, dass es noch keine eindeutige Definition der Bewegung gab, obwohl diese schon seit Jahrzehnten bestand.
In der Septemberausgabe von 1784 veröffentlichte der Philosoph Moses Mendelssohn als seine Antwort einen Aufsatz mit dem Titel Ueber die Frage: was heißt aufklären? In der Dezemberausgabe erschien dann der Aufsatz von Immanuel Kant. In einer später hinzugefügten Anmerkung am Schluss schreibt Kant, dass ihm der Aufsatz von Moses Mendelssohn noch nicht bekannt war und er ansonsten den seinigen zurückgehalten hätte.

## Inhalt

### Sapere aude! - Wage zu wissen!

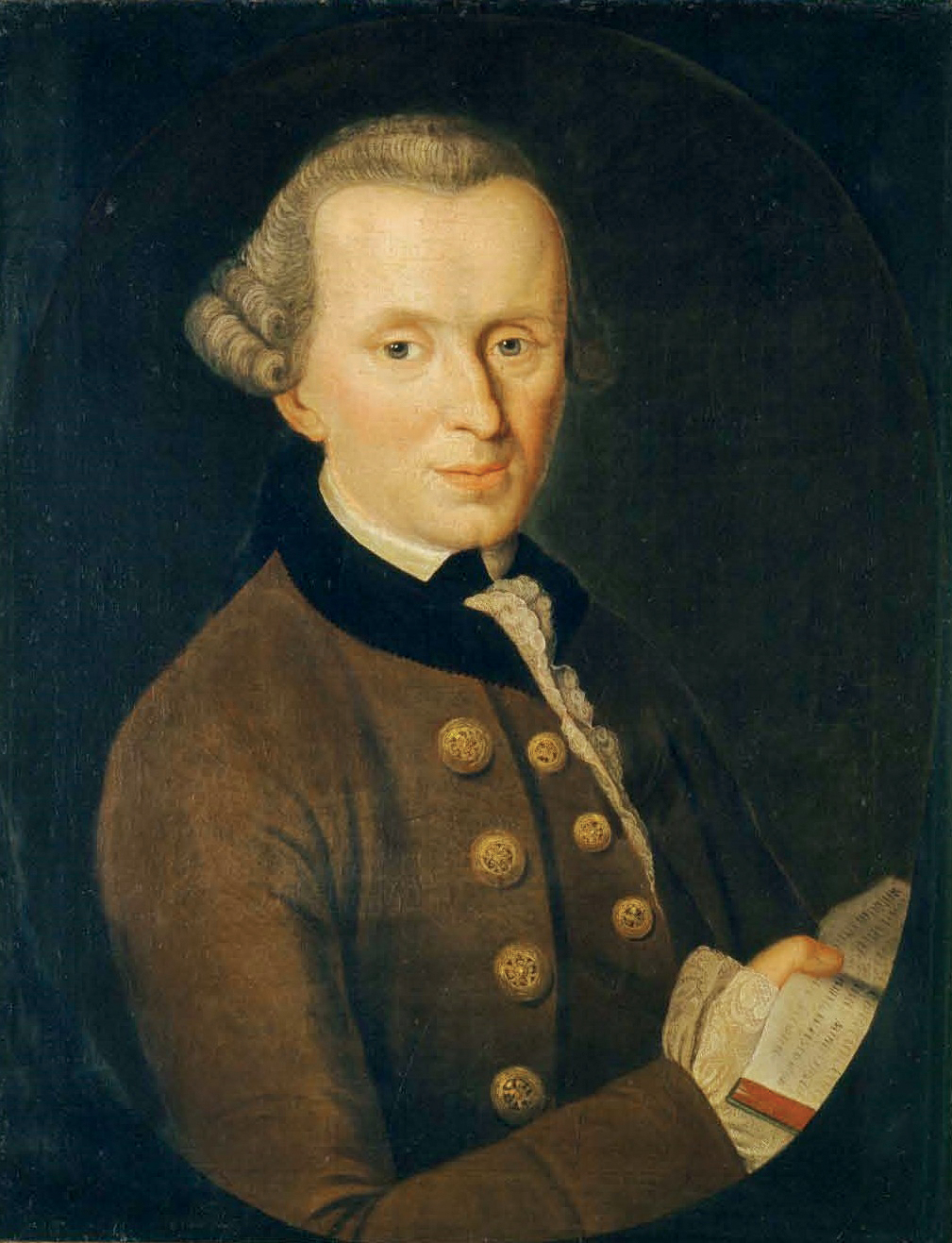
Kants Text zählt zu den bekanntesten Schriften der deutschsprachigen Aufklärung

Kant beginnt seinen Aufsatz unmittelbar mit der berühmten Definition: 
„Aufklärung ist der Ausgang des Menschen aus seiner selbstverschuldeten Unmündigkeit.“
Im Folgenden werden diese Begriffe erläutert: Unmündigkeit sei das „Unvermögen sich seines Verstandes ohne die Leitung eines anderen zu bedienen“. Diese Unmündigkeit sei selbstverschuldet, wenn ihr Grund nicht ein Mangel an Verstand sei, sondern die Angst davor, sich seines eigenen Verstandes ohne die Anleitung eines anderen zu bedienen. 
Daraufhin formuliert Kant den Wahlspruch der Aufklärung: „Sapere aude!“, was etwa bedeutet „Wage zu wissen!“ und von Kant mit „Habe Mut, dich deines eigenen Verstandes zu bedienen!“ erläutert wird. 

### Mündigkeit und Unmündigkeit
In dem nun folgenden Absatz führt Kant den Gegensatz zwischen Mündigkeit und Unmündigkeit ein. Mündigkeit bedeutet für Kant dabei, selbstständig zu denken bzw. jederzeit den Mut zu haben, sich seines eigenen Verstandes zu bedienen. Dann erklärt er, warum ein großer Teil der Menschen, obwohl sie längst erwachsen sind und fähig wären, selbst zu denken, zeit ihres Lebens unmündig bleiben, das heißt nicht selbstständig denken und dies auch noch gerne tun. 
Der Grund dafür sei „Faulheit und Feigheit“. Denn es sei bequem, unmündig zu sein. Das „verdrießliche Geschäft“ des eigenständigen Denkens könne leicht auf andere übertragen werden. Wer einen Arzt habe, müsse seine Diät nicht selbst beurteilen; anstatt sich selbst Wissen anzueignen, könne man sich auch einfach Bücher kaufen; wer sich einen „Seelsorger“ leisten könne, brauche selbst kein Gewissen. Somit sei es nicht nötig, selbst zu denken, und der Großteil der Menschen („darunter das ganze schöne Geschlecht“) mache von dieser Möglichkeit Gebrauch. So werde es für andere leicht, sich zu den „Vormündern“ dieser Menschen aufzuschwingen. 
Diese Vormünder sorgten auch dafür, dass die „unmündigen“ Menschen „den Schritt zu Mündigkeit“ außer für beschwerlich auch noch für gefährlich hielten. Kant vergleicht hier die unaufgeklärten Menschen mit „Hausvieh“, das dumm gemacht worden sei. Sie würden eingesperrt in einen „Gängelwagen“. Ihnen würden von ihren Vormündern stets die Gefahren gezeigt, die ihnen drohten, wenn sie versuchten, selbstständig zu handeln. So werde es für jeden einzelnen Menschen schwer, sich allein aus der Unmündigkeit zu befreien – zum einen, weil er sie „liebgewonnen“ habe, weil sie bequem sei, und zum anderen, weil er inzwischen größtenteils wirklich unfähig sei, sich seines eigenen Verstandes zu bedienen, weil man ihn nie den Versuch dazu habe machen lassen und ihn davon abgeschreckt habe. Die einzige Möglichkeit, einem Menschen das Denken beizubringen, besteht Kants Meinung nach darin, ihn es selbst versuchen zu lassen. 

### Sozialer Druck, nicht zu denken
Kant beseitigt allerdings die Frage des sozialen Drucks nicht. Er ist insofern mächtig, als er Menschen, die eigenständig denken wollen, dazu verleitet, sich der Gruppe der unmündigen Erwachsenen zu unterwerfen. Dies sei schädlich, denn in jeder Gruppe „werden sich immer einige Selbstdenkende [...] finden, welche, nachdem sie das Joch der Unmündigkeit selbst abgeworfen haben, den Geist einer vernünftigen Schätzung des eigenen Werts und des Berufs jedes Menschen, selbst zu denken, um sich verbreiten werden.“ Die Öffentlichkeit, die nicht in der Lage ist, die aufgeklärten Menschen zu erreichen, versucht oft, „sie hernach zu zwingen, darunter zu bleiben“.

### Aufklärung der Gesamtöffentlichkeit
Daraufhin behandelt Kant die Aufklärung des Einzelnen im Vergleich zur Gesamtöffentlichkeit. Wegen der vorher beschriebenen Zustände habe der einzelne Mensch nur geringe Möglichkeiten, sich selbst aufzuklären. Wahrscheinlicher sei es, dass sich ein „Publikum“ aufkläre, also im Gegensatz zum Individuum die gesamte Gesellschaft eines Staates oder große Teile davon. Denn unter der Vielzahl der unmündigen Bürger fänden sich immer ein paar „Selbstdenkende“. Als Vorbedingung fordert Kant Freiheit. Unter dieser Voraussetzung erscheint ihm die Aufklärung der Öffentlichkeit „beinahe unausbleiblich“. Dagegen werde eine Revolution nie eine „wahre Reform der Denkungsart“ herbeiführen, „sondern neue Vorurtheile werden (...) zum Leitbande des gedankenlosen großen Haufens dienen.“

### Öffentlicher und privater Vernunftgebrauch
Kant unterscheidet im Folgenden zwei Verwendungszwecke von Vernunft und Sprache, nämlich den öffentlichen Gebrauch und den privaten Gebrauch. Der öffentliche Gebrauch der Vernunft sei derjenige, den jemand als Privatmann mache, also z. B. als Gelehrter vor seinem Lesepublikum. Im Gegensatz dazu steht der „Privatgebrauch“ der Vernunft. Dies sei derjenige Gebrauch von der Vernunft, den jemand als Inhaber eines öffentlichen Amtes mache, z. B. als Offizier oder als Beamter. Er ist zum Gehorsam verpflichtet, und in seiner Freiheit eingeschränkt, weil er eine Organisation vertritt. Der öffentliche Gebrauch der Vernunft beinhaltet hingegen die Redefreiheit, das Recht der freien Meinungsäußerung in Rede und Schrift. Er muss, so Kant, „jederzeit frei sein“. Dagegen könne (und müsse auch teilweise) der Privatgebrauch der Vernunft „öfters sehr enge eingeschränkt sein“. Dies sei der Aufklärung nicht weiter hinderlich. Die von Kant als notwendige Voraussetzung der Aufklärung geforderte Freiheit ist das Recht, von seiner Vernunft in allen Bereichen „öffentlichen Gebrauch zu machen“.
Zur Erklärung führt Kant folgendes Beispiel an: Wenn ein Offizier im Kriegsdienst von seinen Vorgesetzten einen Befehl erhalte, dürfe er nicht im Dienst über die Zweckmäßigkeit oder Nützlichkeit dieses Befehls räsonieren, sondern müsse gehorchen. Allerdings könne ihm später nicht verwehrt werden, über die Fehler im Kriegsdienst zu schreiben und dies dann seinem Lesepublikum zur Bewertung vorzulegen.
Amtsträger, aber auch die einzelnen Bürger, sind demnach im Bereich ihres Amtes bzw. ihrer staatsbürgerlichen Pflichten, z. B. beim Zahlen von Abgaben, zu Gehorsam verpflichtet, um die Ordnung und die Sicherheit des Staates und seiner Institutionen zu gewährleisten. Dadurch aber, dass sie als Gelehrte öffentlich von ihrer Vernunft Gebrauch machen können, ergibt sich die Möglichkeit der öffentlichen wissenschaftlichen Diskussion der Verhältnisse im Staat. Auf diesem Weg kann der Monarch zur Einsicht und zur Änderung der Verhältnisse bewegt werden. So können also nach Kant Reformen erreicht werden. 

### Politik und Freiheit
Dem freien Denken sollte kein Hindernis im Wege stehen. Eine doktrinäre Gruppe, wie eine Kirchenversammlung, hat kein Recht, nachfolgenden Generationen den Gehorsam gegenüber bestimmten Dogmen aufzuzwingen - jede Generation muss hinterfragen, was ihr überliefert wurde. Kant geht dann ganz allgemein auf das Denkverbot auf der politischen Ebene ein: „Was aber nicht einmal ein Volk über sich selbst beschließen darf, das darf noch weniger ein Monarch über das Volk beschließen; denn sein gesetzgebendes Ansehen beruht eben darauf, daß er den gesamten Volkswillen in dem seinigen vereinigt.“ Der Monarch entwertet sich selbst, wenn er versucht zu regeln, welche Schriften erlaubt und verboten sind, was Kant zu einem lateinischen Zitat veranlasst: Caesar non supra grammaticos. - Der Kaiser steht nicht über den Grammatikern. 
Die Frage „Leben wir jetzt in einem aufgeklärten Zeitalter?“ verneint Kant, aber man lebe in einem Zeitalter der Aufklärung. Besonders in „Religionsdingen“ seien die meisten Menschen noch sehr weit davon entfernt, sich selbst ihres Verstandes ohne fremde Leitung zu bedienen. Allerdings gebe es doch auch deutliche Anzeichen dafür, dass die allgemeine Aufklärung voranschreite. Die besten Monarchen seien dabei diejenigen wie Friedrich II., der „es für Pflicht halte, in Religionsdingen den Menschen nichts vorzuschreiben“. Die Erfahrung Friedrichs II. zeigt dabei, so Kant, dass in einem freiheitlichen Regime nichts zu befürchten sei „für die öffentliche Ruhe und Einigkeit des gemeinen Wesen“.
Kant kommt zu dem Schluss, dass die Ausweitung der Aufklärung dazu führe, den Menschen als ein vernünftiges Wesen „der nun mehr als Maschine ist, seiner Würde gemäß zu behandeln“.

## Zitate
„Aufklärung ist der Ausgang des Menschen aus seiner selbstverschuldeten Unmündigkeit. Unmündigkeit ist das Unvermögen, sich seines Verstandes ohne Leitung eines anderen zu bedienen. Selbstverschuldet ist diese Unmündigkeit, wenn die Ursache derselben nicht am Mangel des Verstandes, sondern der Entschließung und des Muthes liegt, sich seiner ohne Leitung eines anderen zu bedienen. Sapere aude! Habe Muth, dich deines eigenen Verstandes zu bedienen! ist also der Wahlspruch der Aufklärung.“
„Daß der bei weitem größte Teil der Menschen (darunter das ganze schöne Geschlecht) den Schritt zur Mündigkeit, außer dem daß er beschwerlich ist, auch für sehr gefährlich halte: dafür sorgen schon jene Vormünder, die die Oberaufsicht über sie gütigst auf sich genommen haben.“

## Rezeption
„Was ist Aufklärung“ gilt als eines der bedeutendsten Werke Immanuel Kants. Sein Exordium zählt zu den berühmtesten Sätzen der Aufklärung im deutschsprachigen Raum. Zwei Jahre später lieferte Kant an anderer Stelle noch eine einfachere Definition der Aufklärung: „[D]ie Maxime, jederzeit selbst zu denken, ist die Aufklärung.“
Aber auch international erlangte der Text Bekanntheit. 1984 veröffentlichte der französische Philosoph Michel Foucault einen Essay über Kants Werk und gab ihm den gleichen Titel (Was ist Aufklärung). Foucaults Aufsatz reflektierte den gegenwärtigen Stand der Aufklärung, wobei er einen Großteil von Kants Argumentation umkehrte, aber zu dem Schluss kam, dass Aufklärung immer noch „Arbeit an unseren Grenzen erfordert“.

## Ausgaben
- Immanuel Kant: Beantwortung der Frage: Was ist Aufklärung? In: Berlinische Monatsschrift, 1784, H. 12, S. 481–494. (Digitalisat und Volltext im Deutschen Textarchiv)
- Immanuel Kant: Kants gesammelte Schriften (Akademie-Ausgabe). Band VIII. de Gruyter, Berlin 1923, S. 33–42 (archive.org – Beantwortung der Frage: Was ist Aufklärung?).
- Immanuel Kant: Was ist Aufklärung? Ausgewählte kleine Schriften. In: Horst D. Brandt (Hrsg.): Philosophische Bibliothek (Bd.512). Hamburg 1999, ISBN 3-7873-1357-5.

## Belege
1. ↑  Günter Barudio: Aufklärung. In: Politik als Kultur: Ein Lexikon von Abendland bis Zukunft. J.B. Metzler, Stuttgart 1994, ISBN 978-3-476-03526-4, S. 32–36, doi:10.1007/978-3-476-03526-4_7.
2. ↑  Hans-Joachim Schoeps: Christian Wolff — dreihundert Jahre alt. In: Zeitschrift für Religions- und Geistesgeschichte. Band 31, Nr. 2, 1979, ISSN 0044-3441, S. 208–210, JSTOR:23899062.
3. ↑  Norbert Hinske: Zur Verwendung der Wörter 'schwärmen', 'Schwärmer', 'Schwärmerei', 'schwärmerisch' im Kontext von Kants Anthropologiekolleg: Eine Konkordanz. In: Aufklärung. Band 3, Nr. 1, 1988, ISSN 0178-7128, JSTOR:24362614.
4. ↑  Johann Erich Biester: Vorschlag, die Geistlichen nicht mehr bei Vollziehung der Ehen zu bemühen. In: Berlinische Monatsschrift 2 (1783), S. 265–276.
5. ↑  Johann Friedrich Zöllner: Ist es rathsam, das Ehebündniß nicht ferner durch die Religion zu sanciren? In: Berlinische Monatsschrift 2 (1783), S. 508–516, hier S. 516, Anm.: „Was ist Aufklärung? Diese Frage, die beinahe so wichtig ist, als: was ist Wahrheit, sollte doch wol beantwortet werden, ehe man aufzuklären anfange! Und noch habe ich sie nirgends beantwortet gefunden!“
6. ↑  Moses Mendelssohn: Ueber die Frage: was heißt aufklären? In: Berlinische Monatsschrift 4 (1784), S. 193–200.
7. ↑  Immanuel Kant: Beantwortung der Frage: Was ist Aufklärung? In: Berlinische Monatsschrift 4 (1784), S. 481–494.
8. ↑  Reinhard Brandt: Was ist Aufklärung? Beobachtungen zur Kantischen Antwort. In: Kant-Studien. Band 109, Nr. 1, 20. März 2018, ISSN 1613-1134, S. 147–169, doi:10.1515/kant-2018-0006 (degruyter.com [abgerufen am 22. Februar 2024]).
9. ↑  Immanuel Kant: Was heißt: Sich im Denken orientiren? AA VIII, S. 146.
10. ↑  Ulrich Johannes Schneider: Aufklärung. In: Foucault-Handbuch: Leben — Werk — Wirkung. J.B. Metzler, Stuttgart 2014, ISBN 978-3-476-01378-1, S. 222–225, doi:10.1007/978-3-476-01378-1_21.